# معالجة الخوف في الدماغ
جرت العديد من التجارب من أجل إيجاد كيفية تفسير الدماغ للمنبه وكيفية تطوير الحيوانات لاستجابات الخوف. تُعد عاطفة الخوف متأصلة في كل فرد تقريبًا، يعود ذلك إلى دورها الأساسي في بقاء الفرد. وجد الباحثون أن الخوف ينشأ دون وعي وأن اللوزة الدماغية مسؤولة عن تكييف الخوف.
من خلال فهم كيفية تطور الخوف لدى الأفراد، قد يصبح بالإمكان علاج الاضطرابات النفسية البشرية مثل القلق، والرهاب واضطراب ما بعد الصدمة.

## الأساس السلوكي
لوحظ احتمال مساهمة الخوف في التغييرات السلوكية. مثلت طريقة كامب آر إم وآخرين (من بين آخرين) المعتمدة على نموذج الضغط المتكرر إحدى طرق دراسة هذه الظاهرة. في هذه الدراسة تحديدًا، جرى اختبار مساهمة تكييف الخوف ودوره الكبير في تغيير سلوك الحيوان (فأر فيشر) في نموذج ضغط متكرر. نتج عن نموذج الاختبار هذا تغييرات سلوكية تُعرف عادةً بالسلوكيات الشبيهة بالاكتئاب. بعد وضع عناصر التحكم والتصميم التجريبي المضبوط، تعرضت فئران فيشر بشكل يومي لعوامل الضغط المختلفة في بيئة معقدة. بعد أربعة أيام من التعرض لعوامل الضغط، جرى اختبار كل من السلوك الاستكشافي والتفاعل الاجتماعي في اليوم 5 في البيئة نفسها أو في بيئة جديدة. أظهرت الفئران انخفاضًا ملحوظًا في الاستكشاف والتفاعل الاجتماعي عند اختبارها في مختلف السياقات بالمقارنة مع الفئران المضبوطة. لمزيد من الارتباط مع الكيمياء الحيوية (كما ذُكر أدناه)، منع تسريب البروبرانولول (مناهض مستقبلات بيتا الأدرينالينية) المزمن التغييرات السلوكية التالية للتعرض المتكرر لعامل الضغط، ما أدى إلى إعاقة التأييد طويل الأمد. ظهرت أيضًا بعض التغييرات الفيزيولوجية بما في ذلك انخفاض زيادة وزن الجسم وتضخم الغدة الكظرية الملاحظ في الحيوانات المعرضة للضغط. بشكل كلي، تستطيع استجابات الخوف الشرطية المساهمة في التغييرات السلوكية في نموذج الضغط المتكرر. قد يمتد هذا ليرتبط مع الحيوانات الأخرى لكن مع درجات استجابة متفاوتة.

## دورة الخوف

### إدراك الخوف
أظهرت الدراسات البحثية إمكانية تأثير تلف اللوزة الدماغية الثنائية بمعظمه على إدراك الخوف. في دراسة محددة أجراها أندرو ج. كالدر وأندرو دبليو يونغ دراسة، صنف الأشخاص المشاركون في التجربة مجموعة من الصور المتغيرة لتعابير الوجه المتراوحة من السعادة إلى المفاجأة إلى الخوف إلى الحزن إلى الاشمئزاز إلى الغضب. صنفت مجموعة الأشخاص المضبوطة هذه الصور إلى أقرب تعبير، بينما واجه الأشخاص المصابون بتلف في اللوزة الثنائية مشاكلًا في هذه المهمة، خاصة مع التعرف على تعابير الوجه الخاصة بالخوف. لم يواجه الأشخاص المصابون بتلف اللوزة الدماغية الثنائية أي مشاكل في التمييز بين السعادة والحزن، إلا أنهم لم يستطيعوا التمييز بين تعابير الغضب والحزن.
ومع ذلك، فسرت تجربة أجراها رالف أدولفز آلية الإدراك المتضرر للخوف. كشف أدولفز عدم قدرة المريضة الرئيسية المشاركة في التجربة، التي تعاني من تلف نادر في اللوزة الدماغية الثنائية، على تمييز تعابير الخوف جراء عدم قدرتها على النظر إلى منطقة العين في الوجه. عندما طُلب منها النظر مباشرةً إلى منطقة العين في الوجوه صاحبة التعابير، استطاعت عندئذ التعرف على تعابير الخوف في الوجوه. على الرغم من دور اللوزة الدماغية المهم في التعرف على الخوف، إلا أن الأبحاث الإضافية قد أظهرت وجود مسارات بديلة قادرة على دعم تعلم الخوف عند غياب اللوزة الدماغية الوظيفية. تظهر دراسة أجراها كازاما إمكانية تمييز المرضى بين إشارات الأمان والخوف على الرغم من تلف اللوزة الدماغية.

### المنبه الشرطي
جرى عدد كبير من الأبحاث حول المنبهات الشرطية، التي يرتبط فيها منبه محايد، مثل وميض الضوء، مع صدمة تُعطى للفأر. تتمثل نتيجة المنبه الشرطي هذا في إحداث استجابة غير شرطية، وهي الخوف. يتعرض الفأر للمنبه المحايد مرة ثانية من أجل معرفة ما إذا أظهر استجابة الخوف. ومع ذلك، نظرًا إلى اشتمال استجابات الخوف على العديد من السلوكيات، من المهم معرفة السلوكيات الظاهرة لدى تقديم المنبه الشرطي.

### المنبه السمعي والبصري
في البداية، يتلقى المهاد أولًا المنبهات البصرية التي تنتقل بعد ذلك إلى اللوزة الدماغية لتحديد خطر محتمل. ينقل المهاد البصري بدوره المعلومات إلى القشرة البصرية التي تُعالج لإيجاد احتمالية تشكيل المنبه تهديدًا محتمل. إذا كان الأمر كذلك، تُنقل هذه المعلومات إلى اللوزة الدماغية وتتقلص العضلات، وتبدأ زيادة معدل ضربات القلب وضغط الدم، ما يؤدي إلى تنشيط المسار العصبوني الودي. ثبت تأثير المنبهات البصرية المحايدة في زيادة شدة إدراك الخوف الحسي أو القلق الناجم عن مسار مختلف من المعلومات، مثل السمع. يظهر بحث لو دو أن المنبهات الصوتية لا تنتقل بشكل مباشر من المهاد السمعي إلى النواة المركزية.

## الإدراك الحسي
يُستنبط الإدراك الحسي للخوف عبر العديد من المنبهات المختلفة ويشمل العملية الموضحة أعلاه بمصطلحات كيميائية حيوية. درس رويل ويليمز وآخرون الارتباطات العصبية للتفاعل بين اللغة والمعلومات البصرية. تكونت الدراسة من ملاحظة كيفية تفاعل المعلومات البصرية واللغوية مع الإدراك الحسي للعاطفة. استُخدمت ظاهرة نظرية الفيلم الشائعة التي تنص على ازدياد شدة الإدراك الحسي للخوف أو القلق الناجم عن مسار مختلف من المعلومات، مثل اللغة، عند عرض مشهد بصري محايد. طُبق هذا المبدأ بطريقة كان فيها الإدراك الحسي للخوف موجودًا ومضخمًا في وجود منبهات بصرية محايدة. تتمثل الفكرة الرئيسية في تأثير المنبه البصري على شدة المحتوى المخيف للمنبه (أي اللغة) من خلال التضمين الدقيق لما هو موصوف في السياق (أي الجملة) وتجسيده. ارتفعت مستويات التنشيط في القطب الصدغي الأمامي الأيمن بشكل انتقائي، إذ من المرجح أن يعمل هذا كوظيفية دمج للمعلومات العاطفية عبر المجالات المختلفة مثل المعلومات البصرية واللغوية.